# 前1790年代
| 千纪： | 前2千纪 |
| 世纪： | 前19世纪 \| 前18世纪 \| 前17世纪                                                                                     |
| 年代： | 前1820年代 \| 前1810年代 \| 前1800年代 \| 前1790年代 \| 前1780年代 \| 前1770年代 \| 前1760年代                       |
| 年份： | 前1799年 \| 前1798年 \| 前1797年 \| 前1796年 \| 前1795年 \| 前1794年 \| 前1793年 \| 前1792年 \| 前1791年 \| 前1790年 |

## 重要人物
- 塞赫姆卡拉、阿蒙涅姆赫特五世、阿蒙涅姆赫特、塞赫特普拉一世、伊乌夫尼，古埃及第十三王朝法老。
- 皮坦纳，赫梯国王。
- 沙姆希阿达德一世，亚述国王
- 辛·穆巴里特、汉谟拉比，巴比伦国王。
- 瑞姆辛一世，拉尔萨国王。
- 雅苏玛·阿达德，马里国王。
- 槐，夏朝君主。